# Санкции в связи со вторжением России на Украину (10 пакет)
Десятый пакет санкций в связи со вторжением России на Украину был принят с 25 февраля по 21 июня 2023 года за вторжение на Украину и депортацию украинских детей.

## Хронология

### 25 февраля 2023 года
ЕС ввёл 10-й пакет санкций. Он включает:
- санкции против 87 физических лиц, включая 4 иранцев[1]
- санкции против 34 юридических лиц. Ограничения затронули в том числе 7 иранских предприятий, производящих беспилотники, которые использовались Россией в войне против Украины. Под санкции также попали «Альфа-Банк», «Росбанк» и «Тинькофф Банк», Фонд национального благосостояния Российской Федерации и Российская национальная перестраховочная компания[1][2]
- санкции против 11 физических и 7 юридических лиц, связанных с группой «Вагнер»[3]
- приостановка действия лицензий на вещание RT Arabic и Sputnik Arabic, которые контролируются Россией и «используются в целях подрыва поддержки Украины»[2][4]
  - штрафные меры не помешают этим СМИ и их сотрудникам осуществлять в ЕС деятельность, отличную от вещания, — к примеру, проводить исследования и брать интервью[4]
- дополнительные ограничения на поставки в Россию электроники, специализированных транспортных средств, деталей машин, запчастей для грузовых автомобилей и реактивных двигателей, а также строительных товаров, которые могут использоваться российской армией[2][4]
- запрет на транзит через Россию экспортируемых из ЕС товаров и технологий двойного назначения во избежание обхода санкций[2][4]
- ограничения на поставки новых электронных компонентов, которые используются в российских системах вооружений, добытых на поле боя (беспилотники, ракеты, вертолёты, специфические редкоземельные металлы, электронные интегральные схемы и тепловизоры)[2][4]
- запрет для россиян занимать посты в руководящих органах критически важных инфраструктур и организаций ЕС[2][4]
- дополнительные ограничения на импорт товаров, приносящих значительный доход России, таких как битум и синтетический каучук[2][4]
- запрет на предоставление гражданам РФ мощностей по хранению газа (за исключением части объектов для сжиженного природного газа)[4]
- ужесточение отчетности о средствах и экономических ресурсах, принадлежащих включенным в перечень физическим и юридическим лицам, в случае заморозки активов или других транзакций незадолго до включения в перечень[4]
- новые условия отчетности перед государствами-членами ЕС и Еврокомиссией по заблокированным резервам и активам Центрального банка России[4]
- условие для операторов воздушных судов об уведомлении о несанкционированных полетах фигурантов списков национальных компетентных органов, которые затем будут информировать другие государства-члены[4].

### 26 февраля 2023 года
Украина ввела санкции против:
- 164 физических и 85 юридических лиц, включая дочерей руководителя ЧВК «Вагнер» Евгения Пригожина Вероники и Полины, Дмитрия Уткина с позывным «Вагнер», считающегося основателем одноимённой ЧВК. Им запрещается торговые, а также другие экономические и финансовые операции, вводится блокирование имеющихся на территории Украины активов, запрет на передачу технологий и т. д.
- 109 физических лиц на 50 лет. Они содержат запрет передачи технологий, прав на объекты права интеллектуальной собственности. Также подсанкционным лицам запрещен въезд на территорию Украины
- 7 организаций на 10 лет. Им блокируются активы. Среди них: благотворительный фонд «Гольфстрим»; Российская общественная организация «Российский красный крест»; Автономная некоммерческая организация «Дом для мамы».
- 4 представителей сферы спорта РФ: легкоатлетки и олимпийской чемпионки Елены Исимбаевой; пловца, члена Международного олимпийского комитета Александра Попова; президента Олимпийского комитета РФ Виталия Смирнова; президента Федерации тенниса РФ, члена Международного олимпийского комитета Шамиля Тарпищева.

### 28 февраля 2023 года
Япония ввела:
- персональные санкции против 49 человек, среди которых: Алан Лушников, президент концерна «Калашников»; Виктор Горемыкин, замминистра обороны; 31 сотрудник вычислительного центра при Генштабе ВС России; Александр Харичев, начальник Управления президента по обеспечению деятельности Госсовета; Борис Рапопорт, его заместитель; Андрей Алексеенко глава оккупационного правительства аннексированной Херсонской области
- санкции против 73 российских организаций, включая: ЧВК «Вагнер», Росбанк, Физический институт им. Лебедева и Русское имперское движение, Хабаровский судостроительный завод; судостроительный завод «Вымпел»; НПО «Квант»; машиностроительное конструкторское бюро «Факел» имени академика П. Д. Грушина; Институт физики полупроводников им. А. В. Ржанова Сибирского отделения РАН; а также «Росэлектронику», Росстандарт и другие.
- экспортные ограничения против 21 юридического лица

### 1 марта 2023 года
США продлили до конца 2023 года действие чрезвычайного положения, введенного ещё в 2014 году после российской агрессии против Украины, и связанные с ним санкционные ограничения против РФ.
Швейцария присоединилась к части десятого пакета санкций ЕС, которая включала санкции против около 120 юридических и физических лиц.

### 2 марта 2023 года
ЕС продлил и обновил санкции против физических и юридических лиц до 6 марта 2024 года.

### 7 марта 2023 года
ЕС ввёл санкции против 9 человек, в том числе офицеров российской армии, причастных к вторжению на Украину и 3 организаций, обвиняемых в совершении систематических и грубейших нарушений прав женщин. Под ограничительные меры попали, в частности, генерал-майор Николай Анатольевич Кузнецов и полковник Рамиль Рахматулович Ибатуллин. Имеются свидетельства того, что под их командованием в марте и апреле 2022 года отряды российских вооружённых сил систематически совершали «акты сексуального насилия» против гражданского населения Украины.

### 9 марта 2023 года
США ввели санкции против китайских Koto Machinery, Raven, Guilin Alpha, S&C Trade и Caspro за предоставление или попытку предоставления финансовой, материальной, технологической или иной поддержки или товаров или услуг в поддержку иранскому производителю дронов HESA.

### 10 марта 2023 года
Канада запретила импорт всех российских изделий из алюминия (как необработанного алюминия и алюминиевых листов, так и готовых изделий, включая контейнеры и другие бытовые предметы из алюминия), первичной сталелитейной продукции, включая чугун и нелегированную сталь, полуфабрикатов и готовых изделий, таких как трубы.
Албания, Босния и Герцеговина, Грузия, Исландия, Лихтенштейн, Северная Македония, Украина и Черногория прсоеднились к продленнию, введенных ЕС в связи с незаконным признанием, оккупацией или аннексией Российской Федерацией Донецкой, Херсонской, Луганской и Запорожской областей Украины, санкций в отношении России до 24 февраля 2024 года. Также Украина ввела санкции 287 организаций и 120 физических лиц имеющих отношение к российским лотерейным и букмекерским конторам. Среди них бизнесмены из России, Армении, Кипра, Великобритании, Польши, Турции и Нидерландов, «Спортлото», «Первую международную букмекерскую компанию», «Бет. Ру», «КредитСервис», «Спортбет», «Бетсити» и «Матчбет». Санкции подразумевают блокировку активов в Украине, ограничение торговых операций, прекращение выполнения экономических обязательств сроком на 50 лет.

### 12 марта 2023 года
Индия, по данным Bloomberg, попросила банки и трейдеров соблюдать санкции в отношении России, в том числе предельную цену в 60 долларов. В апреле 2023 года Стейт банк оф Индия и Bank of Baroda проинформировали нефтеперерабатывающие заводы, что они не будут осуществлять платежи за нефть, купленную сверх установленного лимита. С марта 2024 года государственные и частные индийские нефтеперерабатывающие заводы начали отказываться принимать российскую нефть, перевозимую танкерами ПАО «Совкомфлот».

### 13 марта 2023 года
ЕС на шесть месяцев продлил санкции против лиц, ответственных за подрыв или угрозу территориальной целостности, суверенитета и независимости Украины.

### 15 марта 2023 года
Албания, Босния и Герцеговина, Исландия, Лихтенштейн, Норвегия, Северная Македония, Сербия, Украина и Черногория присоединились к продлению и обновлению санкций ЕС против физических и юридических лиц до 6 марта 2024 года. Также эти государства, за исключением Сербии, присоединились к продлению санкций ЕС в отношении Беларуси до 28 февраля 2024 года.

### 17 марта 2023 года
Латвия внесла список персон нон грата 35 граждан РФ, поддержавших российскую агрессию на Украине, среди которых — певцы, актёры, телеведущие, политологи и журналисты.

### 18 марта 2023 года
Украина ввела санкции против 300 физических и 141 юридического лица. Среди попавших в санкционный перечень физических лиц сотни граждан РФ, командующие иранской армии, а также президент, премьер-министр и глава МИД Сирии.

### 20 марта 2023 года
Австралия ввела санкции против 13 иранских граждан и 1 организации за производство и поставку дронов России.

### 21 марта 2023 года
США ввели санкции в отношении 4 организаций и 3 граждан Ирана и Турции, обвинив их в причастности к закупке оборудования, в том числе двигателей из Европы для производства иранских беспилотников и других видов вооружений.

### 23 марта 2023 года
Частично признанная Республика Косово присоединилась к санкциям США против ЧВК «Вагнер».

### 24 марта 2023 года
США наложили санкции на 7 членов Центральной избирательной комиссии Беларуси, предприятия МАЗ и БелАЗ и их руководителей, а также самолёт Александра Лукашенко Boeing 737.

### 27 марта 2023 года
Канада ввела санкции против 8 физических и 2 юридических лиц из Ирана.

### 29 марта 2023 года
Швейцария полностью присоединилась к десятому пакету санкций ЕС. Помимо этого она ввела возможность санкционировать передачу средств или экономических ресурсов физическим лицам, компаниям или организациям, находящимся под санкциями, в каждом конкретном случае, если это будет сочтено необходимым для защиты интересов Швейцарии. Это решение было вызвано необходимостью предотвратить попадание акций двух швейцарских компаний, Sulzer и medmix AG, во владение двух российских банков, находящихся под санкциями.

### 30 марта 2023 года
США ввели санкции против гражданина Словакии Ашота Мкртычева за попытку организовать продажу более чем двух десятков видов северокорейского оружия и боеприпасов в Россию.

### 31 марта 2023 года
Украина запретила своим спортсменам участвовать в соревнованиях, к которым допустят атлетов из России или Беларуси.
Австралия ввела санкции и запретила въезд 7 российским чиновникам в Крыму.
Япония:
- приняла решение лишить Россию торгового статуса «наибольшего благоприятствования» ещё на год[31]
- ввела запрет на экспорт в Россию стали, алюминия и самолётов, включая беспилотники[32]
- ввела запрет на экспорт в Россию широкого спектра промышленных товаров, таких как строительная техника, судовые двигатели, испытательное оборудование и оптические приборы, с вступлением в силу с 7 апреля[32].

Новая Зеландия наложила санкции на уполномоченную при президенте РФ по правам ребёнка Марию Львову-Белову «за её участие в отвратительном похищении и насильственном переселении тысяч украинских детей» и ещё 26 человек — 5 из Беларуси и остальных из России.

### 1 апреля 2023 года
Украина вела санкции против:
- 225 российских компаний и 33 физических лица — граждан России
- 240 граждан России, 4 из которых также граждане Украины
- среди них: бывший президент «Мотор Сичи» Вячеслав Богуслаев, Совет Федерации России, Министерство финансов России, Федеральная служба безопасности и Федеральная служба охраны, руководитиели ряда российских регионов, в том числе Краснодарского края, Ростовской, Мурманской и Новгородской областей, члены Центризбиркома и российские военные, включая начальника ракетных войск Михаила Матвеевского и командующего ракетными войсками стратегического назначения России Сергея Каракаева, глава Национальной медицинской палаты России Леонид Рошаль, бизнес-омбудсмен Борис Титов, президент и председатель «Абрау-Дюрсо» Павел Титов и директор Департамента правительства России по формированию системы «Открытое правительство» Борис Рапопорт, жена и сын Дмитрия Медведева, а также Любовь Кабаева — мать Алины Кабаевой, Волжский электромеханический завод, НПО «Электромаш», Красногорский завод «Электродвигатель» и другие предприятия, которые занимаются производством в том числе для военных целей

Ограничения вводятся сроком на 5-10 лет. Они предусматривают блокировку активов и торговых операций, прекращение транзита и перевозок через украинскую территорию, аннулирование лицензий, запрет на заключение договоров и совершение сделок, а также на передачу технологий и прав на интеллектуальную собственность.

### 4 апреля 2023 года
Норвегия присоединилась к десятому пакету санкций ЕС.

### 6 апреля 2023 года
Болгария приняла решение о закрытии с 8 апреля своих портов для судов, зарегистрированных Российским морским регистром судоходства.

### 7 апреля 2023 года
США продлили санкции против России.

### 11 апреля 2023 года
Канада ввела санкции в отношении 14 физических и 34 юридических лиц из России, среди них: связанные с ЧВК «Вагнер» компании, включая подконтрольную бизнесмену Евгению Пригожину «Конкорд менеджмент и консалтинг» и группу компаний «Волга-Днепр»; девять предприятий, связанных с финансовым сектором Беларуси; глава Татарстана Рустам Минниханов и замглавы Минобороны Николай Панков.
Также Канада ввела дополнительные санкции в отношении девяти организаций, связанных с белорусским финансовым сектором, в число которых вошёл и нацбанк РБ.
Европейская сеть национальных институций по правам человека исключила из своего состава Уполномоченного по правам человека в Российской Федерации.

### 12 апреля 2023 года
Великобритания ввела санкции против: холдинга USM Алишера Усманова, членов семей российских олигархов Владимира Евтушенкова, Андрея Скоча и Сулеймана Керимова, жены кума Путина Виктора Медведчука Оксаны Марченко, корпоративных юристов Христодулоса Вассилиадеса и Деметриса Иоаннидеса, компаний Curzon Square Limited, Hanley Limited и Meritservus HC Limited.
США ввели санкции против:
- 34 физических лиц из России и других государств, среди которых: вице-премьер РФ Марат Хуснуллин, бывший министр транспорта и гендиректор Государственной транспортной лизинговой компании (ГТЛК) Евгений Дитрих, дочь и отец депутата Госдумы Варвара и Владимир Скочи, резидент «Русатом Оверсиз» Евгений Пакерманов, государственный деятель Николай Косов, а также граждане Швейцарии, Венгрии, Кипра, Узбекистана и России, связанные с Усмановым и его компаниями[44][45][46]
- более 120 юридических лиц из России и других государств, среди которых: АО «Русатом Оверсиз», Международный инвестиционный банк со штаб-квартирой в Будапеште, движение «Юнармия», ЧВК «Патриот», российские компании «Металлоинвест», «Мегафон», «Аккерманн Цемент», Лебединский ГОК, ОЭМК им. Угарова, USM Алишера Усманова, десятки других российских и кипрских фирм, четыре турецких и одна китайская компания — China Head Aerospace Technology, которую подозревают в связях с Евгением Пригожиным[44][45][46]
- 17 морских судов под российским флагом, которые связаны с Государственной транспортной лизинговой компанией[46].

### 13 апреля 2023 года
ЕС ввел санкции против принадлежащих Евгению Пригожину ЧВК «Вагнер» и РИА «ФАН».
Швейцарские банки начали предупреждать клиентов из России, что закроют их счета, если они платят налоги в российский бюджет.
Венгрия объявила о выходе из Международного инвестиционного банка.

### 15 апреля 2023 года
Украина ввела санкции против:
- 87 физических лиц, большинство которых — российские спортсмены. Среди них: фигуристы Илья Авербух, Александр Галлямов, футболист Игорь Акинфеев, теннисистка Анастасия Гасанова, легкоатлетка Юлия Гущина, гимнаст Артур Далалоян, тяжелоатлет Михаил Кокляев, пловец Антон Чупков, гимнастка Виктория Листунова, дочь министра обороны РФ и президент Федерации триатлона России Ксения Шойгу, лыжница Вероника Степанова, хоккеист Александр Кожевников, теннисистка Амина Аншба, биатлонистка Светлана Ишмуратова. Также в списке несколько граждан Украины и Беларуси
- 351 физического и 254 юридических лиц, среди которых: «Яндекс», «Рамблер», «1С» и «1С-Галактика», «VK company», а также другие российские IT-компании и предприниматели.

### 19 апреля 2023 года
Кипр начал создавать национальное подразделение по обеспечению соблюдения санкций против России, а также приступил к замораживанию счетов физических и юридических лиц, включенных в списки санкций США и Великобритании.
США включили в санкционный список 1 физическое и 6 юридических лиц из Ирана, Малайзии, Гонконга и КНР, действовавших в рамках международной сети PASNA.

### 20 апреля 2023 года
Литва ввела ограничение для граждан России на покупку недвижимости — они смогут сделать это лишь в случае, если имеют временный или постоянный вид на жительство либо вступают в права наследования. Также она ввела ограничения, связанные с предоставлением статуса электронного резидента — действие электронной идентификации и электронной подписи граждан России и Беларуси аннулируются. Исключения будут действовать только в отношении лиц, имеющих постоянный вид на жительство в Литве.
Швейцария ввела санкции против ЧВК «Вагнер» и информагентство РИА ФАН, связанные с бизнесменом Евгением Пригожиным.

### 22 апреля 2023 года
Кипр присоединился к санкциям Великобритании и США против 13 финансистов, которые, как утверждается, помогали российским олигархам обходить санкции и укрывать их финансовые активы. Среди них как киприоты, так и лица имеющие и кипрское, и российское гражданство.
Украина ввела санкции против:
- 40 физических лиц, включая граждан РФ, Швейцарии, Ирана и Республики Мали
- 382 юридических лиц, включая: ООО «Авиакомпания Дальневосточная КСМ», публичное акционерное общество «Росбанк», так называемое «Министерство по делам гражданской обороны, чрезвычайных ситуаций и ликвидации последствий стихийных бедствий ДНР», Центральная избирательная комиссия РФ, акционерное общество "Научно-производственная корпорация «Космические системы мониторинга, информационно-управляющие и электромеханические комплексы» и государственное унитарное предприятие «Ростовский-на-Дону научно-исследовательский институт радиосвязи». Кроме этого, в этот список включили юридические лица, зарегистрированные во Франции, Швейцарии, Тайване, Германии, Армении.

### 24 апреля 2023 года
Южная Корея ужесточила экспортный контроль основных промышленных товаров в отношении России и Беларуси — она добавила ещё 741 товар, относящийся к полупроводникам, химикатам, стали, автомобилям, машинам, квантовым компьютерам и другим вещам, в список товаров, запрещённых к отправке в Россию и Беларусь.

### 26 апреля 2023 года
Чехия ввела санкции против патриарха Московского и всея Руси Кирилла (Гундяева). Они предусматривают запрет на въезд в страну, совершение финансовых операций и заморозку любого имущества.

### 27 апреля 2023 года
Албания, Босния и Герцеговина, Исландия, Лихтенштейн, Норвегия, Северная Македония, Украина и Черногория присоеднились к санкциям ЕС от 13 апреля 2023 года.

### 28 апреля 2023 года
Молдавия запретила въезд Владимиру Путину, сыну генпрокурора РФ Игоря Чайки, а также популярным артистам, которые пропагандировали и поддерживали войну России против Украины, в том числе Филиппу Киркорову, и объявила о наличии непубличного чёрного списка граждан РФ.

### 3 мая 2023 года
Канада ввела санкции против 1 организации и 9 физических лиц из Ирана.

### 5 мая 2023 года
Украина прекратила сотрудничество с Беларусью в сферах ветеринарной медицины, карантина и защиты растений.

### 10 мая 2023 года
Украина запретила поставки топлива «неизвестного происхождения», под видом которого на Украину происходил реэкспорт российского топлива. Также она запретила импорт следующих «ресурсов неизвестного происхождения»:
- нефть и нефтепродукты, полученные из битуминозных пород (минералов), сырые;
- нефть и нефтепродукты, полученные из битуминозных пород (минералов), кроме сырых; продукты, в другом месте не указанные, содержащие 70 мас.% или более нефти или нефтепродуктов, полученных из битуминозных пород (минералов);

отработанные нефтепродукты;
- газы нефтяные и другие углеводороды в газообразном состоянии;
- топливо моторное альтернативное, в другом месте не указано;
- биодизель и его смеси, не содержащие или содержащие менее 70 мас.% нефти или нефтепродуктов, полученных из битуминозных пород.

Андорра присоеднилась к ограничениям Европйеского союза от 24 февраля, 25 февраля и 13 апреля 2023 года.
Частично признанная Республика Косово ужесточила санкции против России и Беларуси, согласовав с ЕС и США десятый пакет санкций. Он включил в себя запрет на экспорт критически важных технологий в Россию и ограничение возможности российским гражданам занимать любые институциональные должности.

### 12 мая 2023 года
Украина ввела санкции против 200 оборонных предприятий России и Беларуси, а также против нескольких сотен связанных с ними физических лиц. Среди них:
- компании «Роскосмос», Ростар, Центральный научно-исследовательский институт Минобороны РФ, АО «ГЛОНАСС», ФГУП "Специальное конструкторско-технологическое бюро «Технолог»
- 17 белорусских предприятий, среди которых — конструкторское бюро «Дисплей», «ИК Локомотив-сервис», Гомельский завод литья и нормалей, Могилевский вагоностроительный завод, «БелАЗ», «Пеленг» и «Гомсельмаш»
- связанные с Россией офшоры, расположенные на Кипре и Британских Виргинских островах
- 13 граждан России и 28 юридических компаний, которые контролировали одно из ведущих металлургических предприятий страны — «Запорожсталь».

### 13 мая 2023 года
Украина вышла из меморандума о сотрудничестве в охране государственных границ с Россией и Беларусью, а также из соглашения между Украиной и Россией о сотрудничестве и взаимодействии по пограничным вопросам.

### 15 мая 2023 года
Премьер-министр Армении Никол Пашинян заявил: «…мы стараемся быть максимально прозрачными в отношении подсанкционных товаров, сотрудничаем с ЕС, США и даже с самой Россией… …Санкции — наша красная линия. И мы говорим это очень четко России: мы не хотим навредить вам, но мы не можем позволить себе самим попасть под санкции…». С 30 марта 2024 карты российской платежной системы «Мир» перестали работать в банкоматах и POS-терминалах большинства банков Армении. Исключение составил только российская «дочка» банка ВТБ — «ВТБ Армения».

### 18 мая 2023 года
«Детские деревни — SOS» приостановила членство российской организации.

### 19 мая 2023 года
Австралия:
- ввела санкции против 21 организации, среди них: дочерние компании российской государственной атомной корпорации «Росатом», занимающиеся ядерными исследованиями, развитием инфраструктуры и производством оружия; российская компания, созданная для оккупации украинской Запорожской атомной электростанции; нефтяная компания «Роснефть»; крупнейшая золотодобывающая компания России ПАО «Полюс»; одна из крупнейших российских металлургических компаний «Северсталь»; оборонные организации, поддерживающие войну России на Украине; 5 российских банков, работающих на территории России
- ввела санкции против 3 человек
- запретила экспорт всей австралийской техники и сопутствующих частей в РФ и на территории Украины, временно оккупированные Россией.

Великобритания:
- ввела санкции против 86 юридических и физических лиц, среди которых:
  - 9 компаний, связанных с российской государственной корпорацией «Росатом». Это, в частности, компания UMATEX, производящая композиционные материалы на основе углеродного волокна для «Росатома», и компания TRINITI, чьи исследования и разработки в области лазерной физики финансируются за счет государственного оборонного заказа РФ
  - Олега Романенко, назначенного российскими оккупационными силами возглавлять Запорожскую АЭС (ЗАЭС), 13 членов совета директоров российской нефтяной компании «Газпром нефть» и 5 членов совета директоров оператора магистральных нефтепроводов России «Транснефть»
  - российского предпринимателя Игоря Алтушкина, председателя совета директоров «Русской медной компании» — третьего по величине производителя меди в России. А также — 8 компаний, связанных с производством металлов в России
  - 24 физических и юридических лиц, связанных с транспортными услугами в России. Среди них Pawell Shipping Co LLP, предприятие «Государственный зерновой оператор» и его директор Никита Бусел, причастные к систематическим кражам украинского зерна
  - 6 крупных российских судоходных компаний и 5 финансовых учреждений. Кроме того, в санкционный перечень были включены 20 руководителей оборонного сектора и компаний, поддерживающих военную деятельность России, оснащая как российские вооружённые силы, так и наёмников частной военной компании «Вагнер»
- ввела запрет на импорт российских алмазов, меди, алюминия и никеля.

США:
- ввели санкции против 46 граждан России, в том числе вице-премьера РФ Виктории Абрамченко, глава Минпросвещения Сергея Кравцова, омбудсмена Татьяны Москальковой, помощника президента РФ Игоря Левитина, начальника Контрольного управления президента РФ Дмитрия Шалькова, гендиректора венчурного фонда «Интерроса» «Восход» Руслана Саркисова, ректора Санкт-Петербургского горного университета Владимира Литвиненко, министра по делам молодежи Татарстана Рината Садыкова, а также российского миллиардера, совладелеца ГК «Меркурий» Игоря Кесаева
- ввели экспортные ограничения против 70 связанных с Россией компаний и организаций, в том числе из Армении и Кыргызстана. В их числе: Служба внешней разведки России, предприятия НПП «Прима», НПО «Ижевские беспилотные системы», «Стрела», компания «Роствертол», оборонный завод имени В. А. Дегтярева в Коврове. Также в списке АО "НПК «Техмаш», «Курганмашзавод», завод «Промтехнология», Улан-удэнский авиационный завод, Брянский автомобильный завод, автозавод «Урал», «Военно-промышленная компания», ПО «Тулмашзавод»
- внесли в санкционный реестр более десятка научно-исследовательских и промышленных институтов России, включая «Электроприбор» и «Радиосвязь»
- внесли в список запрещенных к экспорту в РФ и Беларусь из США товаров 1 224 наименования, в том числе телефоны, диктофоны, микрофоны, антиквариат, алкоголь, часы, а также ковровые покрытия, косметику, парфюмерию, ортопедическое, офтальмологическое и стоматологическое оборудование.

Канада ввела санкции против:
- 17 физических и 18 юридических лиц, «связанных с российскими компаниями, которые предоставляют военные технологии ВС РФ, членов семей перечисленных лиц и представителей кремлевской элиты»
- 30 физлиц и 8 юрлиц, «причастных к продолжающимся нарушениям Россией прав человека, включая передачу и содержание украинских детей в России»

«Почта Молдовы» временно прекратила отправку посылок и писем в Россию.

### 25 мая 2023 года
США ввели санкции против главы ЧВК «Вагнер» в Мали Ивана Маслова.

### 26 мая 2023 года
Япония:
- ввела санкции против 17 физических лиц, среди которых: командующий ВДВ России Михаил Теплинский, командующий Ракетными войсками стратегического назначения Сергей Каракаев, начальник Главного ракетно-артиллерийского управления Минобороны Николай Паршин, генерал-лейтенант и начальник штаба российской группировки войск «Запад» генерал-лейтенант Михаил Зусько, гендиректор концерна воздушно-космической обороны «Алмаз-Антей» Ян Новиков, ведущая телеканала «Россия 1» Ольга Скабеева и назначенные Россией чиновники из аннексированных «ДНР», «ЛНР», Запорожской и Херсонской областей
- ввела санкции против 78 юридических лиц, среди которых: фонд «Сколково», «Сколтех», НПО имени Лавочкина, ЦНИИ «Электроприбор», ВНИИ «Сигнал», Фонд перспективных исследований, Хабаровский радиотехнический завод, Рязанский завод металлокерамических приборов, Уральский завод гражданской авиации
- ввела экспортные санкции в отношении 80 компаний
- запретила оказание архитектурных и инженерных услуг и вывоз товаров, способствующих укреплению промышленного потенциала РФ.

### 27 мая 2023 года
Украина ввела санкции против:
- 51 физического лица
- 220 юридических лиц, из которых 19 белорусских предприятий. Среди них: структуры МТС и РЖД, такие как «Мобильные телесистемы» (мобильный оператор МТС), «РЖД Управление активами», «РЖД Логистика», «РЖД-Здоровье», «РЖД строй», "Охранное предприятие «РЖД-охрана», Минский автомобильный завод, ООО «ДОКА», Минский механический завод имени С. И. Вавилова, Витебский завод радиодеталей «Монолит», ОАО «АГАТсистемы управления», ПУП «Завод СВТ», ОАО "Управляющая компания холдинга «Горизонт», Гомельское конструкторское бюро «Луч», Минский НИИ радиоматериалов, Многопрофильное научно-производственное частное унитарное предприятие «Тетраэдр», ОАО «Техника связи», ОАО «Связьинвест», ООО «Актуальные решения безопасности», ОАО «Алевкурп», ООО «БелМикроволны», ЗАО «Белтим Сб», ООО «Белфортекс», Оршанский авиаремонтный завод, ОАО «Экран».

### 30 мая 2023 года
ЕС ввёл санкции против главы молдавской Партии регионов Александра Калинина и председателя базирующегося в РФ международного фонда помощи ветеранам и инвалидам спорта IFAVIS Григория Карамалака.

### 1 июня 2023 года
Канада ввела санкции против 7 человек и 1 политической партии из Молдавии в ответ на «продолжающуюся агрессивную войну» России против Украины.

### 5 июня 2023 года
США ввели санкции против 7 россиян. Это, в частности: Константин Сапожников, Юрий Маколов, Глеб Хлопонин, Светлана Бойко, Алексей Лосев, Василий Громовиков и Анна Травникова.

### 8 июня 2023 года
Великобритания объявила о новом пакете санкций против Беларуси за пособничество России в осуществлении полномасштабного вторжения в Украину:
- запрет на ввоз золота, цемента, дерева и каучука из Беларуси и блокирование экспорта в Беларусь из Великобритании
- запрет на поставки Беларуси товаров двойного назначения, промышленного оборудования, технологий и материалов, которые могут быть использованы для производства химического и биологического оружия
- перекрытия «распространения пропаганды в Великобритании» белорусскими провластными медиа-компаниями
- меры по пресечению обхода санкций, в том числе путем дальнейшего ограничения доступа Беларуси к финансовым рынкам Великобритании
- расширение критериев включения в санкционный список физических и юридических лиц из Беларуси. Согласно новым критериям, санкции могут налагаться и на родственников тех, кто уже внесен в санкционные списки.

### 9 июня 2023 года
Эстония запретила въезд в страну патриарху Кириллу и ещё 58 гражданам РФ.

### 10 июня 2023 года
Канада ввела санкции против 24 физических и 17 юридических лиц.

### 11 июня 2023 года
Украина ввела санкции против 178 человек. Большинство из них — граждане России, судьи, в том числе Конституционного суда РФ.

### 12 июня 2023 года
США продлили санкции против Беларуси на год.

### 21 июня 2023 года
Украина запретила сотрудничество с политическими партиями и общественными организациями России, которые одобряют вторжение. Среди них: политическая партия «Единая Россия»; политическая партия «Справедливая Россия — патриоты — за правду»; политическая партия «Либерально-демократическая партия России»; политическая партия «Новые люди»; политическая партия «Коммунистическая партия Российской Федерации»; общественная организация «Молодая гвардия Единой России»; добровольческое молодёжное общественное движение «Волонтерская рота боевого братства»; детско-юношеское военно-патриотическое общественное движение «Юнармия»; общественно-государственное движение детей и молодежи «Движение первых»; общественная организация «Российский союз молодежи»; общественное движение «Общероссийский народный фронт»; благотворительный фонд «Добро и дело»; общественная организация «Российская ассоциация защиты религиозной свободы».